# Juglans regia

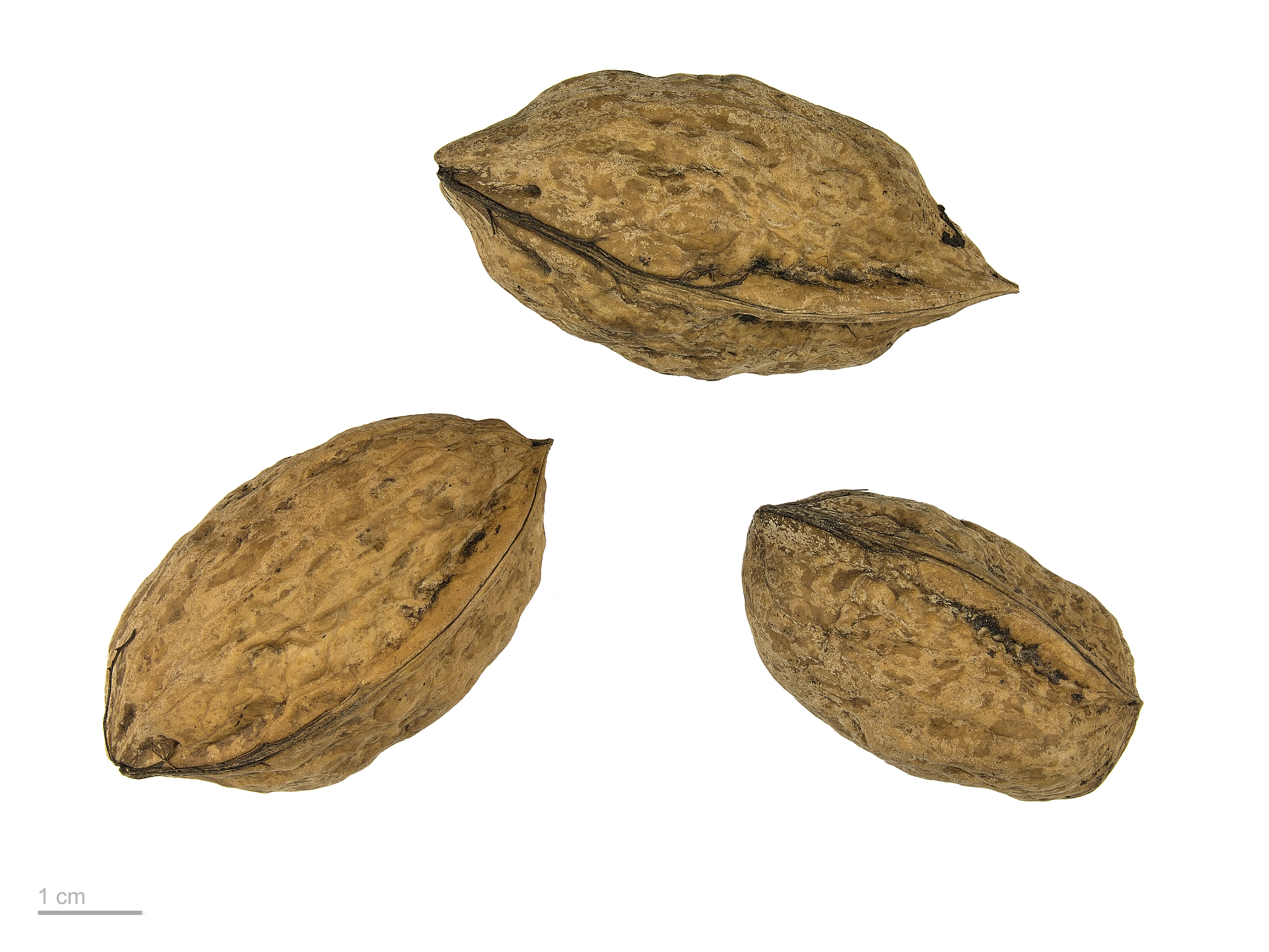
Juglans regia

Il noce da frutto o noce bianco (Juglans regia L., 1753) è un albero appartenente alla famiglia Juglandaceae. È il rappresentante più conosciuto e più importante dal punto di vista economico nel suo genere, ed è anche chiamato con i termini "noce comune" o "noce reale". Il frutto (seme) viene detto noce.

## Storia
Reperti archeologici indicano che i frutti del noce venivano utilizzati come alimento già 9000 anni fa. Le prime testimonianze scritte risalgono a Plinio il Vecchio e Columella. Relazioni di Plinio, nella sua Naturalis historia, testimoniano l'importazione del noce in Europa dall'Asia minore, da parte dei coloni greci tra il VII e il V secolo a.C.
Infatti, ci sono riscontri sulla presenza del noce già dall'era Terziaria in Europa. A seguito delle glaciazioni, alcuni esemplari sono riusciti ad arrivare nel bacino del Mediterraneo. Dunque, l'areale del noce nell'età quaternaria si estendeva dalla penisola balcanica fino all'Asia centrale. Sono ancora oggi presenti dei caratteristici boschi puri di noce in Kirghizistan, sulla catena montuosa Tien Shan.

## Descrizione
Il noce è un albero vigoroso e caratterizzato da un tronco solido, alto, dritto e con un portamento maestoso e presenta radici robuste inizialmente fittonanti e a maturità espanse e molto superficiali. Può raggiungere i 30 metri di altezza ed è molto longevo diventando plurisecolare, è caducifoglie e latifoglie. Il noce è un albero di legno duro.
Le foglie sono grandi e verde chiaro, composte e alterne.
È una pianta monoica in cui i fiori maschili sono riuniti in amenti penduli, lunghi 10–15 cm, con numerosi stami, che appaiono sui rami dell'anno precedente prima della comparsa delle foglie. 
I fiori unisessuali femminili si schiudono da gemme miste dopo quelli maschili (proterandrìa), sono solitari o riuniti in gruppi di 2-3, raramente 4, appaiono sui nuovi germogli dell'anno, contemporaneamente alle foglie.
Il frutto è una drupa, composta dall'esocarpo (mallo) carnoso, fibroso, annerisce a maturità e libera l'endocarpo legnoso, cioè il seme, la noce vera e propria, costituita da due valve che racchiudono il gheriglio con elevato contenuto in lipidi. La fioritura avviene ad aprile e la maturazione si ha a settembre-ottobre.

## Distribuzione e habitat
Il noce è stato introdotto in Europa tra il VII e il V secolo a.C. e in America nel XVII secolo da coloni inglesi. Il noce è una pianta introdotta in quasi tutte le regioni temperate, ma la sua diffusione originaria allo stato selvaggio è relativamente più limitata, compresa tra la Penisola balcanica meridionale e l'Asia centrale. Boschi spontanei di noci misti ad aceri si trovano, ad esempio, sulle montagne dell'Uzbekistan. Le nazioni che vantano una buona presenza di Juglans regia in coltura sono la Francia, la Grecia, la Bulgaria, la Serbia e la Romania in Europa; la Cina in Asia; la California in America settentrionale e il Cile in America Latina. Ultimamente è stato introdotto anche in Nuova Zelanda e nella parte sud-orientale dell'Australia.
In Italia è coltivato soprattutto in Campania, che produce oltre l'80% della produzione nazionale di frutto. Esistono in tutta Italia impianti specializzati da frutto e da legno, specialmente nella pianura padana, e in centro Italia. In Campania è molto utilizzata in impianti misti con noccioli e in agrumeti. Può dar luogo a modeste spontaneizzazioni in luoghi umidi e rocciosi. A volte s'incontrano giovani piante in boschi di roverella, ma non hanno un seguito.

## Coltivazione
Il noce comune (Juglans regia) tollera bene suoli debolmente basici e calcarei, mentre il noce nero (Juglans nigra) necessita di terreni freschi e leggermente acidi. Il noce è un albero di facile coltivazione, ma il terreno su cui è coltivato dev'essere ricco di sostanza organica. Bisogna prestare particolare attenzione all'apporto idrico nel mese di giugno, perché, in caso di mancanza d'acqua, i frutti risulteranno piccoli. L'acqua in tarda primavera è fondamentale anche perché è il momento dell'induzione fiorale (i futuri fiori dell'anno successivo). Siccità o gelate tardive in questo momento comprometterebbero il raccolto dell'anno successivo. Gli alberi coltivati sono innestati e cominciano a produrre al quinto-sesto anno. Sono in piena produzione dal 25º anno ai 70 anni. Il noce nero è talvolta usato come portinnesto, perché resiste alla muffa soprattutto nelle zone umide. Una volta raccolta, la noce va fatta asciugare e poi bisogna togliere il mallo che ricopre il guscio legnoso, infine si fa seccare per consentire la conservazione per lungo periodo e la vendita.
Attraverso le radici il noce produce lo juglone il quale, per allelopatia, risulta tossico per altre specie di piante e non ne permette la crescita nei pressi dell'albero di noce.

### Principali cultivar

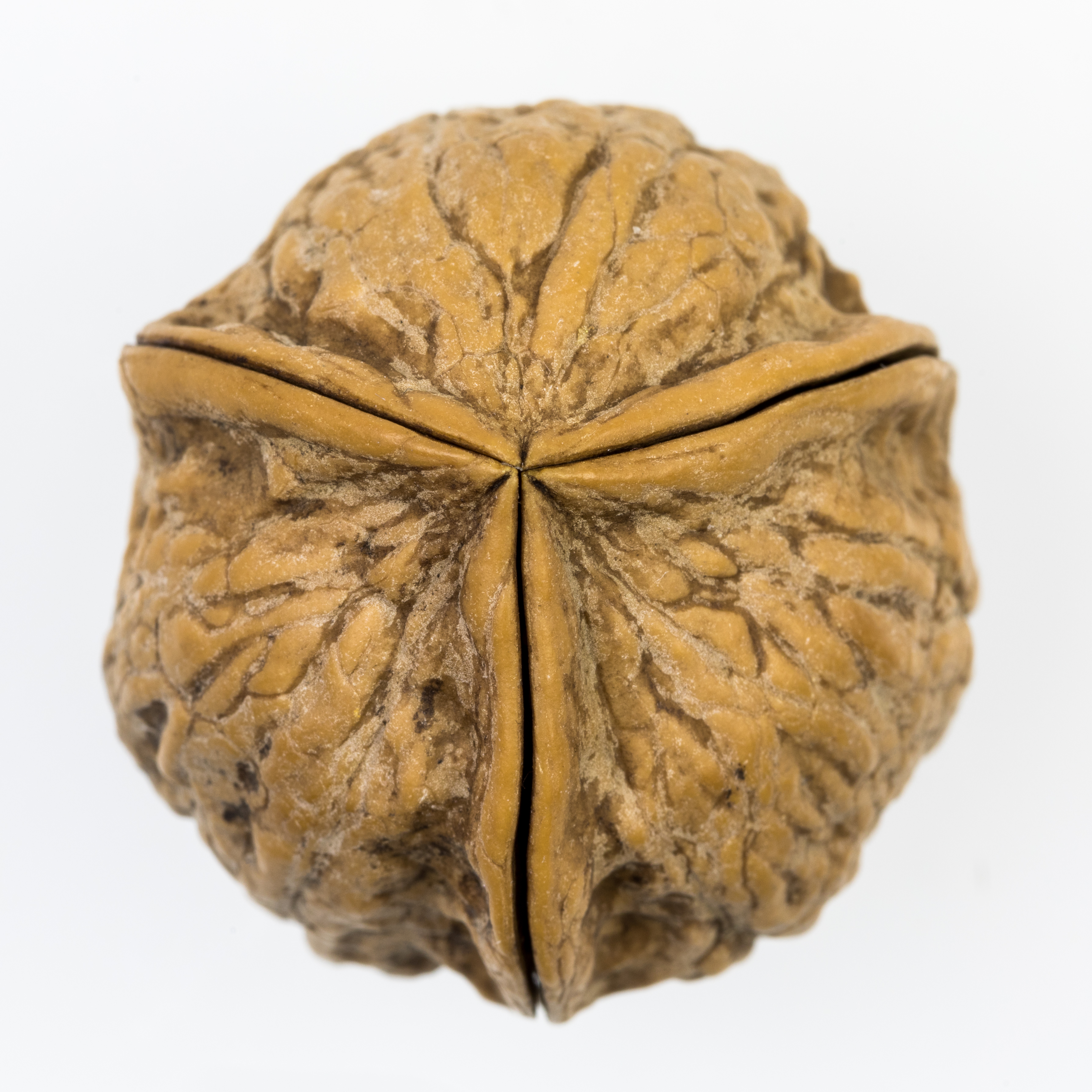
Eccezionale noce tripartita

- Sorrento (principale varietà in coltura specializzata in Italia)
- Franquette (Francia)
- Mayette
- Serr (California)
- Hartley
- Payne
- Lara (altra cultivar francese)

## Avversità
Tra le malattie da funghi rivestono importanza il mal nero (causato da Phytophthora cactorum) e l'antracnosi (causata da Gnomonia juglandis). I parassiti animali più importanti appartengono alla classe degli insetti e sono due lepidotteri, Cydia pomonella e Cydia splendana, e un coleottero, il maggiolino (Melolontha melolontha), oltre che varie specie di afidi, in particolare Panaphis juglandis e Cromaphis juglandicola, specie-specifiche per Juglans regia.

## Usi
Il noce è largamente coltivato per i suoi molteplici usi, come per la costruzione di mobili, intarsi, impiallacciatura.
È pianta visitata dalle api per il suo polline, particolarmente pregiato per il suo alto contenuto proteico.

### Legno
Produce un legno duro, piacevolmente venato e dal colore caratteristico per la produzione di mobili, commercialmente noto in Italia come Noce nazionale.

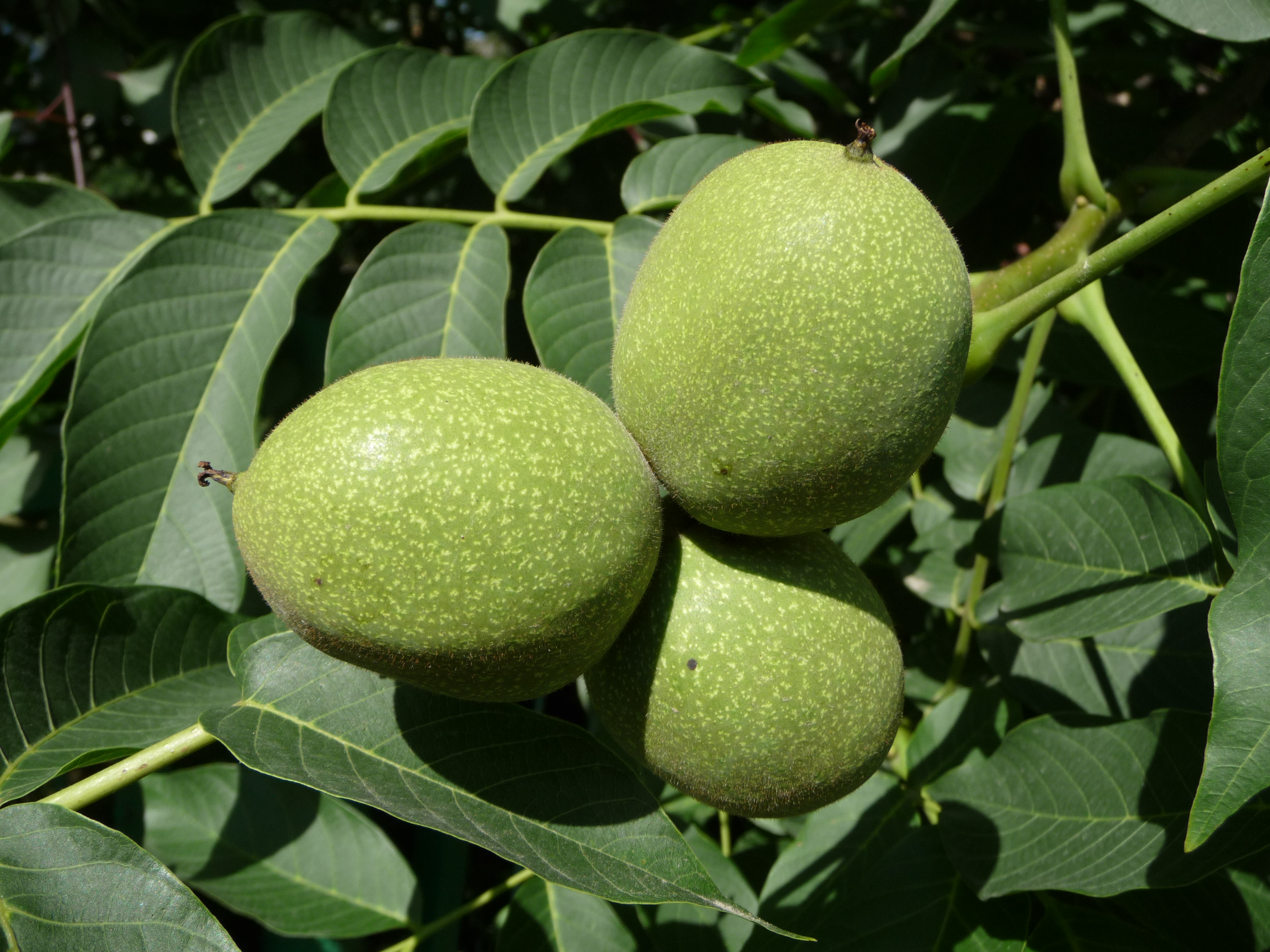
Noci non ancora mature a luglio in Ucraina

### Frutti
Le noci sono prevalentemente consumate come frutta secca. Possono tuttavia essere tritate per ottenere, per pressione e con le tecniche per spremitura, l'olio di noci, che conosce sia usi come olio alimentare, sia come olio siccativo nella pittura ad olio: il suo uso alimentare incontra un forte limite nella sua rapida tendenza a irrancidire. l'olio di noci ha un prezzo alto e la produzione è spesso dovuta solo per piccoli laboratori artigianali.
Le noci vengono usate anche per la produzione di vino di noci. Per questo uso, per ora ancora di nicchia, si richiede la raccolta dei frutti molto giovani (verso la fine di giugno).
Il mallo delle noci non completamente mature è usato anche per la produzione del nocino, liquore diffuso in Europa.

### Foglie e germogli
Vengono usati per la produzione del vino di noci, facendoli macerare nell'alcool come base del vino.

### Usi terapeutici
In passato il noce è stato molto utilizzato nel trattamento degli eczemi cronici, dell'artrite urica. Attualmente, le sue foglie, assunte per via orale (infuso, decotto, tisana), sono ancora ritenute utili nelle malattie del ricambio, quali diabete, gotta, e obesità; la pianta favorisce la diuresi, stimola la funzione epatica ed è utile nelle affezioni reumatiche e nel rachitismo.
Per uso esterno è utilizzato contro le infiammazioni delle vie genitali femminili; gli impacchi del decotto delle foglie sono efficaci contro la congiuntivite, le dermatosi.
L'olio di mallo di noce esercita una funzione protettiva contro i raggi solari, grazie alla presenza dello juglone.

## Produzione
Produzione mondiale: 7.000.000 q, con la seguente suddivisione:
- Stati Uniti d'America: 50%
- Cina: 20%
- India: 4%
- Francia: 3%
- Italia: 3%
- Spagna: 3%
- Turchia: 3%
- altri paesi: 14%

## Le noci in letteratura
All'importanza delle noci Alessandro Manzoni dedica un paio di pagine al Capitolo III de I promessi sposi, nelle quali si parla della "questua delle noci" di Fra Galdino, il frate cappuccino al quale Agnese e Lucia si rivolgono per mandare un messaggio urgente a Fra Cristoforo, riempiendone la bisaccia di noci, affinché non prosegua la sua questua e rientri subito in convento a portare il loro messaggio.